# Allgemeine Preußische Staatszeitung

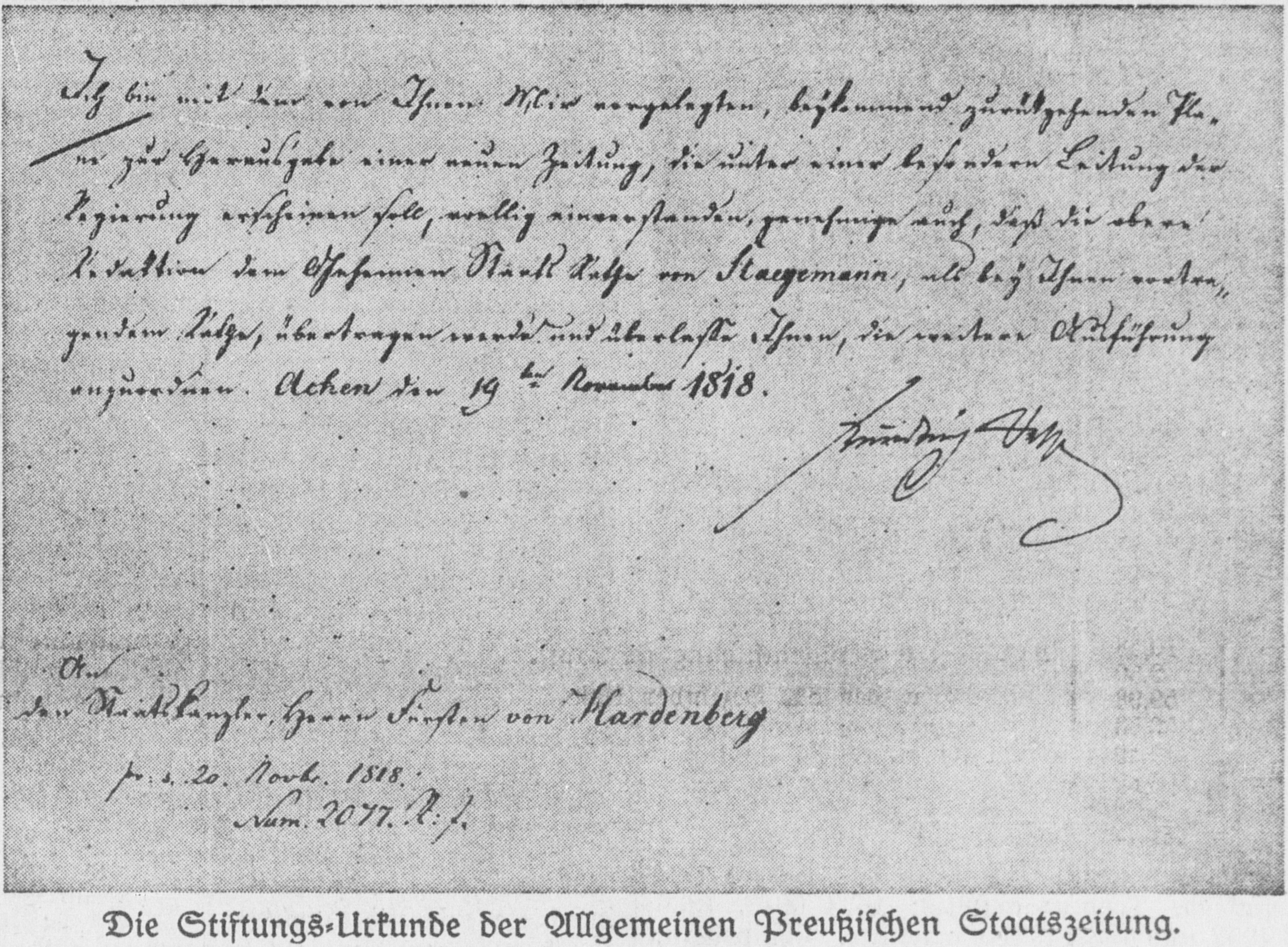
Stiftungsurkunde November 1818

Die Allgemeine Preußische Staatszeitung war das Verkündungsblatt der preußischen Regierung, um die Untertanen über die Politik des Staates zu informieren. Sie erschien erstmals am 2. Januar 1819 und folgte einer Idee des Staates Preußen aus dem Jahre 1810, ein regierungsfreundliches Medium ins Leben zu rufen, „dessen Zweck wäre, auf die neuen Verfügungen, Maßregeln und Gesetze der Regierung die Unterthanen des preußischen Staates vorzubereiten, oder nach der Publication diese Verordnungen zu erläutern und ihre Zweckmäßigkeit zu zeigen“. Ab dem 1. Juli 1843 hieß die Zeitung Allgemeine Preußische Zeitung, ab 1. Mai 1848 Preußischer Staats-Anzeiger. Zum 1. Juli 1851 wurde daraus Königlich Preußischer Staats-Anzeiger. Nach der Reichsgründung übernahm ab dem 4. Mai 1871 der Deutsche Reichsanzeiger die Aufgaben der Allgemeinen Preußischen Staats-Zeitung, zunächst als Deutscher Reichs-Anzeiger und Königlich Preußischer Staats-Anzeiger, ab 12. November 1918 als Deutscher Reichsanzeiger und Preußischer Staatsanzeiger.

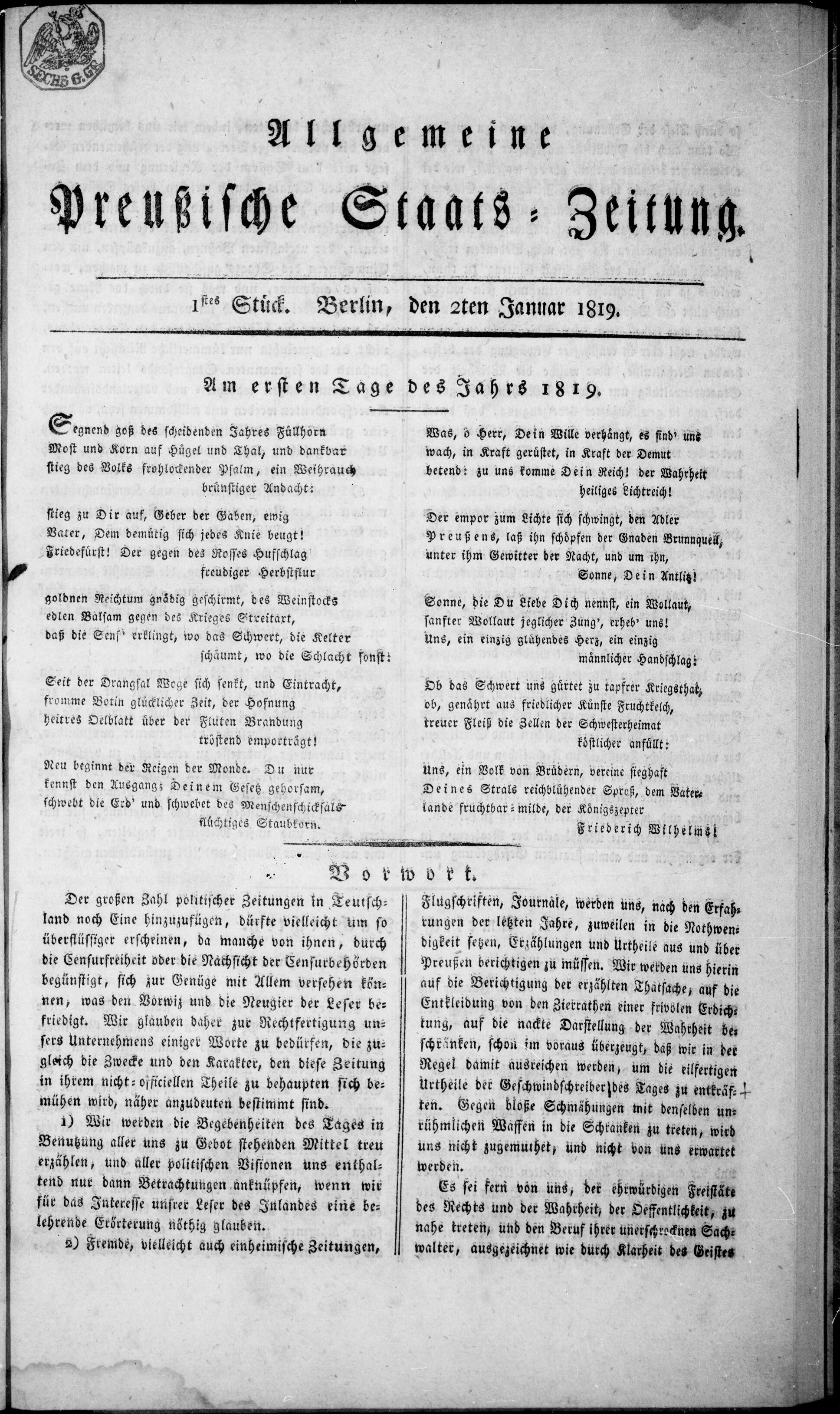
Erste Seite der Ausgabe vom 2. Januar 1819

## Gründung
Erste Ideen zur Gründung eines Regierungsblattes gab es schon zu Beginn des 19. Jahrhunderts. Zu der Zeit hatte Preußen noch mit dem kostspieligen Erbe der friderizianischen Ära zu kämpfen. Reformen wurden verabschiedet, die fürs Volk Einschnitte bedeuteten. Darum musste die preußische Regierung auf andere Art und Weise dem Volk Zugeständnisse machen. Dazu gehörte, dass die preußische Pressepolitik liberaler wurde und dadurch Zensuren gelockert wurden. Zur Forcierung der Idee einer Staatspresse führte die napoleonische Besatzung im preußisch-deutschen Reich. Mit dem Le Moniteur hatte das napoleonische Frankreich bereits eine eigene Staatspresse, die die Vorhaben der Regierenden vor dem Volk erklären und rechtfertigen sollte. Vor allem aber wurden in dem Blatt der Franzosen wüste Diffamierungen gegen das preußische Königshaus ausgestoßen. Diese Beleidigungen zeigten überall im Verbreitungsgebiet Wirkung. Der Moniteur bewährte sich als probates Propaganda-Instrument der Franzosen. Nicht zuletzt von dieser Wirkung beeindruckt, unterbreiteten in der Folge immer wieder hohe preußische Beamte ihrem König das Angebot, eine eigene Staatspresse zu gründen, die den französischen Diffamierungen entgegenwirken sollte. Auch zur Rechtfertigung anstehender Reformen gegen den aufbegehrenden Liberalismus, musste ein Propaganda-Instrument her. Beamte wie Karl August von Hardenberg oder Karl August Varnhagen von Ense setzten sich für die Gründung einer offiziösen Staatspresse ein. Ende des Jahres 1818 war es dann so weit, und mit Kabinettsordre vom 19. November genehmigte der preußische König den Plan für die neue Zeitung:

„Ich bin mit dem von Ihnen Mir vorgelegten, beykommend zurückgehenden Plane zur Herausgabe einer neuen Zeitung, die unter einer besonderen Leitung der Regierung erscheinen soll, voellig einverstanden, genehmige auch, daß die obere Redaktion dem Geheimen StaatsRathe von Staegemann, als bey Ihnen vortragendem Rathe, übertragen werde und überlasse Ihnen, die weitere Ausführung anzuordnen. Achen, den 19. November 1818. Friedrich Wilhelm.“

Am Ende vieler Diskussionen stand der Entwurf der Allgemeinen Preußischen Staatszeitung. Erster Chefredakteur wurde wie angekündigt der Staatsbeamte Friedrich August von Staegemann.

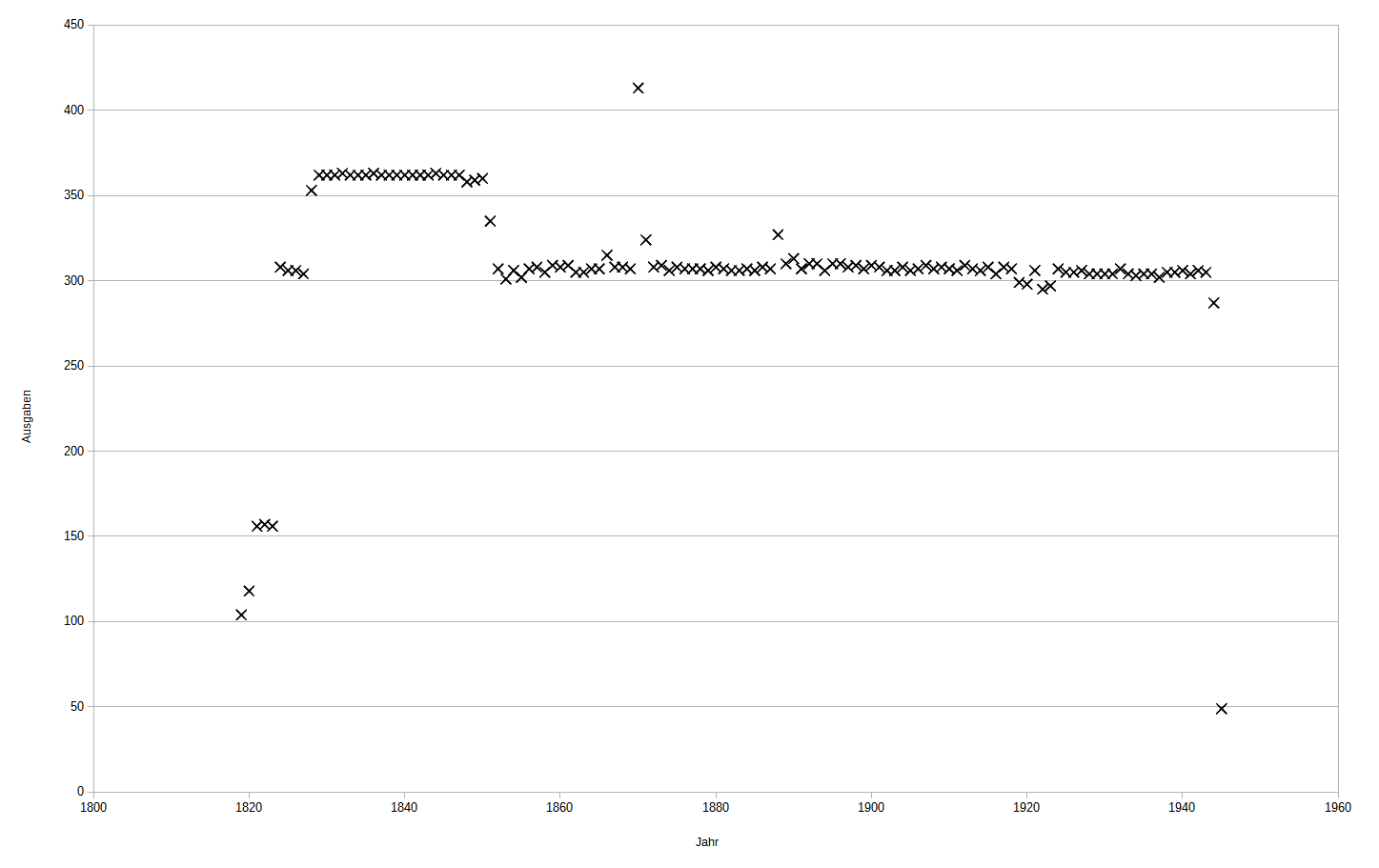
Ausgaben nach Jahr (1819–1945)

## Aufbau und Erscheinungsverlauf der Staatszeitung
Die Allgemeine Preußische Staatszeitung bestand aus zwei inhaltlich getrennten Teilen. Der erste Teil, auch offizieller Teil genannt, beinhaltete Meldungen über die Ereignisse am preußischen Königshof, Beförderungen, Ehrenbekundungen und die Ankündigung offizieller Feierlichkeiten. Das wichtigste am offiziellen Teil der Zeitung waren aber die Bekanntmachungen von Gesetzen und Verordnungen von höheren Behörden, die von öffentlichem Interesse waren. Der inoffizielle Teil bestand aus Artikeln über die wichtigsten Begebenheiten im In- und Ausland. Während die Auslandsartikel lediglich pure Fakten wiedergaben, konnten Artikel zum Inlandsgeschehen durchaus räsonierend sein. Aufsätze über interessante Kunst und wissenschaftliche Abhandlungen sollten das Angebot der Allgemeinen Preußischen Staatszeitung abrunden.
Während zu Beginn meist nur zwei Ausgaben pro Woche herausgegeben wurden, erfolgte bald schon ein Wechsel auf tägliche Ausgaben (auch sonntags). Mit 413 Ausgaben gab es im Kriegsjahr 1870 teilweise auch Morgen- und Abendausgaben am gleichen Tag.

## Leitung
Der Staatsbeamte Friedrich August von Staegemann (1763–1840) wurde zunächst mit der Leitung der Allgemeinen Preußischen Staatszeitung betraut. Allerdings war er vom Projekt nicht überzeugt und bekundete seine geringe Motivation, an leitender Stelle mitzuarbeiten, in einem Brief an Rahel Varnhagen von Ense: „Der Staatskanzler hat die Herausgabe einer allgemeinen preußischen Staatszeitung mit dem 1. Januar beschlossen, und zugleich bestimmt, daß ich die obere Leitung übernehmen soll. Ich würde nichts dagegen haben, wenn ich irgend etwas von solchen Sachen verstände. Da die C.-O. (Cabinets-Ordre) aber da ist, so muß ich mich schon unterwerfen, und für’s erste nur dahin sehen, daß ich mich nicht zu arg prostituire“. Von Staegemann konnte im Sommer 1820 auf eigenes Betreiben die Leitung der Staatszeitung abtreten. Als Nachfolger wurde der Geheime Hofrat Karl Heun für die Zwecke der Zeitung gewonnen. Heun veröffentlichte bereits vorher unter dem Pseudonym Heinrich Clauren einige belletristische Werke. Heun war sowohl Literat als auch Staatsbeamter.
Während der ganzen Zeit hat es keine feste Redaktion gegeben. Vielmehr haben die verantwortlichen Leiter versucht, freie Mitarbeiter aus dem Beamtenapparat oder aus Literatenkreisen zu gewinnen. Karl Heun wurde zum Ende des Jahres 1823 von der Leitung der Staatszeitung entbunden. Die Chefredaktion wurde in die Hände von Karl Ernst John gegeben, was sich als negativ für die Entwicklung der Zeitung erwies. John brachte keinerlei Erfahrungen für ein journalistisches Unternehmen mit. Ganz im Gegenteil: Er hatte bis dahin als Zensor gewirkt. Schon aus seiner Zeit als Sekretär Goethes brachte er einen schlechten Ruf mit, da er seine Tätigkeiten dort nur sehr unzuverlässig ausgeführt haben soll. Mit ihm sank die Auflage des Blattes unaufhörlich. In den Jahren 1830/31 wendete sich das Blatt aber. Der für die Staatszeitung zuständige Minister für Auswärtige Angelegenheiten, Christian Günther von Bernstorff stellte dem indisponierten Chefredakteur John den Kurator Johann Karl Heinrich Philipsborn zur Seite. Mit ihm wuchs die Allgemeine Preußische Staatszeitung zu einem angesehenen, gefragten Leseobjekt heran.

## Die Ära Heun und das abgewendete Ende der Staatszeitung
Unter der Leitung von Karl Heun erfuhr die Zeitung erst einen Aufschwung, was die Aktivität und das Engagement anbelangt. Heuns Bemühen ging aber schnell mit einer Budget-Überschreitung einher. Der preußische König billigte der Staatszeitung nur einen sehr knapp bemessenen finanziellen Spielraum zu. Insgesamt könnte man behaupten, dass der König seinem Regierungsorgan nur wenig Bedeutung beigemessen hat. Im Vergleich genoss das französische Pendant Moniteur eine sehr hohe Priorität. Napoleon selbst erwies sich hier als eifriger Beitragsautor. Unter Heuns Regie hatte die Staatszeitung in ihrer ohnehin wenig beliebten Lage auch noch zwei grobe Fehler geleistet. Peinlicherweise veröffentlichte die Staatszeitung im Oktober 1820 in einer Handelsübersicht Angaben zum Schmuggel über die preußisch-russische Grenze. Wenig später veröffentlichte die Staatszeitung gegen den Willen des Zensors einen Nachdruck aus der Mainzer Zeitung. In diesem wurde das Erscheinen der griechischen Flotte vor Konstantinopel thematisiert, mit dem Kommentar, man habe genau so gut wie andere Blätter das Recht, über den Griechisch-Türkischen Krieg Lügen zu verbreiten. Die Staatszeitung wurde zum Gespött der Leute. Das Ansehen der Zeitung litt in dieser Zeit schwer. Staatskanzler Hardenberg sah sich gezwungen, das Konzept des Regierungsblattes nachdrücklich zu formulieren. Es komme einzig und alleine darauf an, falsche Urteile über Preußen zu korrigieren, Angriffe nach außen zurückzuweisen. Nach dem Tod des Staatskanzlers Hardenberg verlor das Blatt auch seinen letzten Fürsprecher am Hofe des Königs. Die preußischen Minister schlugen dem König vor, das Erscheinen des Blattes einzustellen. Zur Begründung hieß es: Die Staatszeitung habe „durch unvorsichtige und unpassende Äußerungen selbst zu Beschwerden fremder Höfe Anlass gegeben!“ Zudem habe die Zeitung den „Hang zur Erzählung, abentheuerlicher Geschichten, Frevel und Verbrechen, ohne Erwähnung der Folgen davon.“ Diese Art von Journalismus wurde für ein Regierungsorgan als unangemessen angesehen. Weitere Probleme für das Erscheinen der Zeitung stellten die Karlsbader Beschlüsse und das preußische Zensuredikt dar. Sie verschlechterten die Arbeitsbedingungen. Der Entschluss der Minister zur Einstellung der Staatszeitung im Januar 1832 wurde allerdings nicht umgesetzt. Letztendlich entschied sich König Friedrich Wilhelm III. dafür die Zeitung weiter beizubehalten. Genaue Gründe dafür sind nicht dokumentiert. Es ist anzunehmen, dass der König die Vorzüge der Zeitung in der Propagierung der Zoll- und Handelspolitik erkannte und nicht zuletzt gegen den Entschluss seiner Minister stimmte. Zudem erkannten König und Regierung immer mehr die Wichtigkeit der öffentlichen Meinung und waren bestrebt, diese möglichst zu lenken.

## Scheitern der preußischen Pressepolitik
Oberstes Gebot schien es der preußischen Regierung zu sein, die neu erkannte Kraft der öffentlichen Meinung zu kontrollieren und zu lenken. Aufkommendem liberalen Gedankengut in den 1810er Jahren wurde durch die Karlsbader Beschlüsse ein Riegel vorgeschoben. In der Pressepolitik mündete das in einem strengen Zensuredikt. Aus Furcht vor großen Umwälzungen (wie der vorausgegangenen Französischen Revolution) wollte die preußische Regierung das Verbreiten kritischer Schriften verhindern. Das führte dazu, dass sich die Intelligenz mehr und mehr vom Staat distanzierte. Der Politiker Friedrich von Raumer stellte dazu fest: „Anstatt […] die schreibende und lesende Welt für größere, echte Freiheit zu erziehen, und ich möchte sagen der literarischen Großjährigkeit immer näher zu bringen, hat vielmehr die Strenge und Aengstlichkeit der Aufsicht allmählich zugenommen, so daß Preußen (einst in dieser Beziehung der freigesinnteste und der Treue, sowie dem Verstande seiner Unterthanen am meisten vertrauende Staat) jetzt fast hinter allen anderen zurücksteht.“
Wollte die preußische Regierung die öffentliche Meinung lenken, so sah sie sich doch vor dem Hindernis, dass sie mit ihren Instrumenten (wie der Allgemeinen Preußischen Staatszeitung) nur eine kleine Gesellschaftsschicht erreichte. Dem größten Bevölkerungsteil des Reiches fehlte die Möglichkeit, am politischen Leben teilzunehmen. Die alten Werte, wie Ortsgebundenheit, Kirchenbindung und Königsverehrung wurden erst langsam infrage gestellt. Diesen Wandlungen stand die preußische Staatsführung ablehnend gegenüber. Es gab kaum aufgeschlossene Politiker, die aufgeschlossen eine an die neuen Verhältnisse angepasste Pressepolitik hätten vorantreiben können. Es fehlte ihnen durch ihre Sozialisation die Phantasie, sich die Folgen einer Pressefreiheit vorstellen zu können. Mit der Allgemeinen Preußischen Staatszeitung sollte ein Instrument erschaffen werden, um die alten Werte des obrigkeitsorientierten Preußens zu konservieren. Allerdings fehlte es der Staatszeitung an Konzeption und Blattlinie, sodass sie ihre Ziele nicht gänzlich hat erreichen können. Die Staatszeitung war finanziell wie publizistisch ein Misserfolg, da sie letzten Endes als allseits ungeliebtes Medium zuallererst zur Entfremdung zwischen Regierung und Volk beigetragen hatte. Ihre Handhabung als ausschließliches Instrument der Regierung und das Ausmaß der Knebelung der Presse zeigt die Ausprägung obrigkeitlich-bürokratischer Herrschaft in Preußen. Mit dem Ausweg der preußischen Bevölkerung aus der politischen Unmündigkeit und dem Entstehen bürgerlichen Selbstbewusstseins wurde die preußische Pressepolitik und mit ihr die Allgemeine Preußische Staatszeitung überrannt. Gegen Ende der 1830er Jahre wurde die Presse lebhafter und vielfältiger.